# فرنسيسكو بول هورتادو
فرنسيسكو بول هورتادو (بالإسبانية: Francisco Pol Hurtado) هو لاعب كرة قدم ومدرب كرة قدم فنزويلي، ولد في 17 سبتمبر 1987 في كاراكاس في فنزويلا. لعب مع نادي لاريسا.

## وصلات خارجية
- فرنسيسكو بول هورتادو على موقع قاعدة بيانات كرة القدم.إي يو (الإنجليزية)
- فرنسيسكو بول هورتادو على موقع Soccerway.com (الإنجليزية)